# 羅崇本
羅崇本（14世紀—15世紀），原名羅𧫠，江西吉安府泰和縣人，明朝政治人物。

## 生平
羅崇本是永樂十二年（1414年）的舉人，宣德二年（1427年）成進士，獲授刑部主事，正統五年（1440年）陞刑部員外郎，十三年（1448年）再陞為刑部郎中，次年（1449年）外任廣東左參政。
景泰二年（1451年）羅崇本奉命負責會試，事成後提督廣東管理糧餉接濟征戰，處置得宜使得軍民稱便，後因父母去世回鄉，服闕後在七年（1456年）調任雲南左參政，到天順三年（1459年）致仕。

## 引用
1. 1 2  同治《泰和縣志·卷十六·列傳》：羅崇本，名𧫠，西原人，宣德二年進士，厯刑部主事、郎中，陞廣東布政司參政，景泰辛未驛召問考禮部試，事畢奉敕提督廣東，所屬司府衛所州縣秋糧以備接濟征勦，官軍處治得宜，軍民稱便。 宏治志，按仲本原名𧫠，榜名崇本，今從科目更正
2. ↑  同治《泰和縣志·卷十一·選舉》：永樂十二年 甲午 鄉試……羅𧫠 𤪌弟，後更名崇本，進士，西原人
3. ↑  《明英宗睿皇帝實錄·卷六十八》：（正統五年六月）癸未陞刑部主事鄭斆、張維、寇深、林淮宗為本部郎中，羅崇本為本部員外郎。
4. ↑  《明英宗睿皇帝實錄·卷一百六十三》：（正統十三年二月）壬戌陞刑部員外郎蔣箴、祝暹、陸瑜、馬嗣宗、曾翬、李棠、羅崇本為郎中。
5. ↑  《明英宗睿皇帝實錄·卷一百八十五·廢帝郕戾王附錄第三》：（正統十四年十一月乙巳）陞……刑部郎中羅崇本為廣東左參政……
6. ↑  《明英宗睿皇帝實錄·卷二百六十四·廢帝郕戾王附錄第八十二》：（景泰七年三月）乙酉復除廣東左參政羅崇本于雲南布政司，以丁憂服闕也。
7. ↑  《明英宗睿皇帝實錄·卷三百七》：（天順三年九月丙戌）雲南左參政羅崇本以老病乞致仕，從之。